# 야라 푸에블라
야라 푸에블라 우게트(스페인어: Yara Puebla Huguet, 1990년 11월 16일 ~ )는 스페인의 배우이다.